# Randall Duk Kim
Randall Duk Kim (24 de septiembre de 1943) es un actor estadounidense y que ha interpretado infinidad de papeles en su carrera. Aunque ha pasado la mayor parte de su carrera en el teatro, y ha sido cofundador del American Players Theatre en Wisconsin, él es quizás más conocido por su representación del Cerrajero en The Matrix Reloaded.

## Carrera
Interpretó a Belario en Cimbelino en el Festival Shakespeare de Nueva York, Marc en Yasminia Reza en el Teatro de Singapur y Koichi Asano en Mayority of One, coprotagonizada con Phyllis Newman, en la ciudad de Nueva York y de gira. Otras obras que hizo en Nueva York fueron: New York Shakespeare Festival, Shlink en In the Jungle of Cities, Trinculo in The Tempest y Pericles en Pericles; American Place Theatre: The Karl Marx Play, Nourish the Beast,  The Chickencoop Chinaman, The Year of the Dragon; y Circle Rep, Walt Whitman en Wildflowers. Nació y vivió en Hawái, Kim hizo su debut a los dieciocho años interpretando a Malcolm en Macbeth.
Su amor por los clásicos, sobre todo Shakespeare, le llevó a la Guthrie Theatre de Minneapolis, donde interpretó a Hamlet en Hamlet, el obispo Nicolás en The Pretenders, y a Zhevakin en The Marriage. En la ACT en San Francisco, interpretó a Richard III en Richard III, y también en The Taming of the Shrew, Three Penny Opera, Marco Millions y When We Are Married. Kim también ha trabajado con el Champlain Shakespeare Festival de Honolulu, Teatro de la Juventud, Indiana Repertory Theatre, en Baltimore, Yale Repertory Theatre, Arizona Theatre Company, Williamstown Theatre Festival, así como una gira haciendo clásicos de Mark Twain, Edgar Allan Poe, Walt Whitman y un popurrí de clásicos, What Should Such Fellows As I Do? El cofundador de American Players Theater en Wisconsin con Anne Occhiogrosso y Charles Bright, que actuó como director artístico y desempeño las funciones Hamlet, El Rey Lear, Titus Andronicus, El Rey Juan, Tamberlaine el Grande, Ivanov y Sófocles, el Rey Edipo, así como Shylock, Próspero, Puck, Petruchio, Romeo, Fray Laurence, Brutus, Malvolio, Falstaff, Chubukov y Svetlovidov en The Proposal y Swan Song, al doctor Stockmann en Un enemigo del pueblo, Orgon en Tartuffe y muchos más. Kim recibió un Off Broadway Obie Award por "Excelencia Sostenida de la ejecución" en el teatro. 
En Broadway, Randall interpretó a Maestro Wang en Flower Drum Song, Eng Tieng-Bin en Golden Child y The Kralahome en El Rey y Yo. También fue visto como Omar Khayyam en Kismet en Nueva York.      
Tuvo un pequeño papel en la película La delgada línea roja. Interpretó a un traductor nisei (japonés-americano de segunda generación. Él es la voz de James Wong (frente a Chow Yun-Fat) en el primer videojuego de John Woo, Stranglehold y como la voz de Shingen en el videojuego Red Ninja y como el hacedor de llaves en los juegos Enter the Matrix y The Matrix:Path of Neo.
En 1994, después de 20 años interpretando obras de Shakespeare y otros clásicos en la etapa en vivo, Randall comenzó a aceptar papeles en el cine y la televisión: el tío Lau en 3 episodios de Thief, el jefe, el viejo y Tía Yaga en El año de los Peces, Dr.Crab en Memorias de una Geisha; Sr.Hung (Cameo) en Falling Grace, Whitaker (Cameo) en Regreso a casa, El hacedor de llaves en The Matrix Reloaded, General Alak en Anna and the King, Alan Chan en The Replacement Killers, Master Shu en The Lost Empire y Nagase Takashi en Prisoners In Time. Como joven actor, Randall desempeño en Asia The Hawaiians, cuatro episodios de Hawaii Five y también en Nourish the Beast.
Los últimos trabajos de Randall Duk Kim han sido poner la voz a Oogway, una tortuga de 1000 años  de antigüedad en la película Kung Fu Panda. Él también interpretó a Gohan, el abuelo de Goku en la película Dragonball Evolution y Master Tattoo en Ninja Assassin.
Su última aparición fue en la saga de Jonh Wick como "The doctor" apareciendo en la película Jonh Wick 3: Parabellum después de que Jonh Wick fuera atacado en la biblioteca de New York por Ernest llegó al barrio chino donde fue ayudado.

## Filmografía
| Año  | Película                          | Personaje                   | Notas               |
| ---- | --------------------------------- | --------------------------- | ------------------- |
| 1969 | Hawaii Five-O                     | Eddie                       | Serie de televisión |
| 1970 | The Hawaiians                     | Asia con 19 años            |                     |
| 1974 | Nourish the Beast                 | Actor                       | Serie de televisión |
| 1974 | Prisoners in Time                 | Nagase Takashi              | Serie de televisión |
| 1998 | The Replacement Killers           | Alan Chan                   |                     |
| 1998 | La delgada línea roja             | Intérprete Nisei            |                     |
| 1999 | Anna and the King                 | General Alak                |                     |
| 2001 | 100 Centre Street                 | Pham Van Trong              |                     |
| 2001 | The Lost Empire                   | Shu                         |                     |
| 2003 | The Matrix Reloaded               | El creador de llaves        |                     |
| 2003 | MTV: Reloaded                     | El creador de llaves        | Serie de televisión |
| 2003 | Enter the Matrix                  | El creador de llaves        | Videojuego          |
| 2005 | Homecoming                        | Whitaker                    |                     |
| 2005 | Red Ninja: End of Honor           | Shingen                     |                     |
| 2005 | Memorias de una Geisha            | Dr. Crab                    |                     |
| 2006 | Thief                             | Tío Lau                     |                     |
| 2007 | Tailor Made                       | Wong                        |                     |
| 2007 | East Broadway                     | Mr. Hung                    |                     |
| 2007 | Stranglehold                      | James Wong                  | Videojuego          |
| 2007 | Year of the Fish                  | Auntie Yaga/Old Man/Foreman |                     |
| 2008 | Cashmere Mafia                    | John Mason                  |                     |
| 2008 | Kung Fu Panda                     | Oogway                      |                     |
| 2008 | Among the Shadows                 | Joe                         |                     |
| 2009 | Dragonball Evolution              | Gohan                       |                     |
| 2009 | Ninja Assassin                    | Master Tattoo               |                     |
| 2010 | The Last Airbender                | Anciano en el templo        |                     |
| 2014 | John Wick                         | Doctor del Continental      |                     |
| 2016 | Kung Fu Panda 3                   | Oogway                      |                     |
| 2019 | John Wick: Chapter 3 - Parabellum | Doctor del Continental      |                     |